# Grand Prix Nizozemska 1973
Grand Prix Nizozemska 1973 (oficiálně XXI Grote Prijs van Nederland) se jela na okruhu Circuit Zandvoort v Zandvoortu v Nizozemsku dne 29. července 1973. Závod byl desátým v pořadí v sezóně 1973 šampionátu Formule 1.

## Kvalifikace
| Poř. | No. | Jezdec               | Konstruktér       | Čas     | Ztráta |
| ---- | --- | -------------------- | ----------------- | ------- | ------ |
| 1    | 2   | Ronnie Peterson      | Lotus-Ford        | 1:19.47 | —      |
| 2    | 5   | Jackie Stewart       | Tyrrell-Ford      | 1:19.97 | +0.50  |
| 3    | 6   | François Cevert      | Tyrrell-Ford      | 1:20.12 | +0.65  |
| 4    | 7   | Denny Hulme          | McLaren-Ford      | 1:20.31 | +0.84  |
| 5    | 10  | Carlos Reutemann     | Brabham-Ford      | 1:20.59 | +1.12  |
| 6    | 8   | Peter Revson         | McLaren-Ford      | 1:20.60 | +1.13  |
| 7    | 27  | James Hunt           | March-Ford        | 1:20.70 | +1.23  |
| 8    | 24  | Carlos Pace          | Surtees-Ford      | 1:21.02 | +1.55  |
| 9    | 20  | Jean-Pierre Beltoise | BRM               | 1:21.14 | +1.67  |
| 10   | 17  | Jackie Oliver        | Shadow-Ford       | 1:21.23 | +1.76  |
| 11   | 21  | Niki Lauda           | BRM               | 1:21.43 | +1.96  |
| 12   | 19  | Clay Regazzoni       | BRM               | 1:21.56 | +2.09  |
| 13   | 11  | Wilson Fittipaldi    | Brabham-Ford      | 1:21.82 | +2.35  |
| 14   | 28  | Rikky von Opel       | Ensign-Ford       | 1:22.01 | +2.54  |
| 15   | 25  | Howden Ganley        | Iso-Marlboro-Ford | 1:22.10 | +2.63  |
| 16   | 1   | Emerson Fittipaldi   | Lotus-Ford        | 1:22.24 | +2.77  |
| 17   | 12  | Graham Hill          | Shadow-Ford       | 1:22.50 | +3.03  |
| 18   | 14  | Roger Williamson     | March-Ford        | 1:22.72 | +3.25  |
| 19   | 22  | Chris Amon           | Tecno             | 1:22.73 | +3.26  |
| 20   | 26  | Gijs van Lennep      | Iso-Marlboro-Ford | 1:22.95 | +3.48  |
| 21   | 18  | David Purley         | March-Ford        | 1:23.09 | +3.62  |
| 22   | 16  | George Follmer       | Shadow-Ford       | 1:24.14 | +3.67  |
| 23   | 15  | Mike Beuttler        | March-Ford        | 1:24.45 | +3.98  |
| 24   | 23  | Mike Hailwood        | Surtees-Ford      | 1:32.33 | +11.86 |

## Závod
| Poř.   | No. | Jezdec               | Konstruktér       | Počet kol | Čas/Odstoupení    | Pořadí na startu | Body |
| ------ | --- | -------------------- | ----------------- | --------- | ----------------- | ---------------- | ---- |
| 1      | 5   | Jackie Stewart       | Tyrrell-Ford      | 72        | 1:39:12.45        | 2                | 9    |
| 2      | 6   | François Cevert      | Tyrrell-Ford      | 72        | + 15.83           | 3                | 6    |
| 3      | 27  | James Hunt           | March-Ford        | 72        | + 1:03.01         | 7                | 4    |
| 4      | 8   | Peter Revson         | McLaren-Ford      | 72        | + 1:09.13         | 6                | 3    |
| 5      | 20  | Jean-Pierre Beltoise | BRM               | 72        | + 1:13.37         | 9                | 2    |
| 6      | 26  | Gijs Van Lennep      | Iso-Marlboro-Ford | 70        | + 2 kola          | 20               | 1    |
| 7      | 24  | Carlos Pace          | Surtees-Ford      | 69        | + 3 kola          | 8                |      |
| 8      | 19  | Clay Regazzoni       | BRM               | 68        | + 4 kola          | 12               |      |
| 9      | 25  | Howden Ganley        | Iso-Marlboro-Ford | 68        | + 4 kola          | 15               |      |
| 10     | 16  | George Follmer       | Shadow-Ford       | 67        | + 5 kol           | 22               |      |
| 11     | 2   | Ronnie Peterson      | Lotus-Ford        | 66        | Motor             | 1                |      |
| NC     | 12  | Graham Hill          | Shadow-Ford       | 56        | Neklasifikován    | 17               |      |
| Ret    | 21  | Niki Lauda           | BRM               | 52        | Palivové čerpadlo | 11               |      |
| Ret    | 23  | Mike Hailwood        | Surtees-Ford      | 52        | Elektronika       | 24               |      |
| Ret    | 7   | Denny Hulme          | McLaren-Ford      | 31        | Motor             | 4                |      |
| Ret    | 11  | Wilson Fittipaldi    | Brabham-Ford      | 27        | Nehoda            | 13               |      |
| Ret    | 22  | Chris Amon           | Tecno             | 22        | Palivový systém   | 19               |      |
| Ret    | 10  | Carlos Reutemann     | Brabham-Ford      | 9         | Pneumatika        | 5                |      |
| Ret    | 18  | David Purley         | March-Ford        | 8         | Odvolán           | 21               |      |
| Ret    | 14  | Roger Williamson     | March-Ford        | 7         | Fatální nehoda    | 18               |      |
| Ret    | 1   | Emerson Fittipaldi   | Lotus-Ford        | 2         | Psychika          | 16               |      |
| Ret    | 15  | Mike Beuttler        | March-Ford        | 2         | Elektronika       | 23               |      |
| Ret    | 17  | Jackie Oliver        | Shadow-Ford       | 1         | Nehoda            | 10               |      |
| DNS    | 28  | Rikky von Opel       | Ensign-Ford       | 0         | Nestartoval       | 14               |      |
| Zdroj: |     |                      |                   |           |                   |                  |      |

## Průběžné pořadí po závodě
Pohár jezdců
|        | Pořadí | Jezdec             | Body |
| ------ | ------ | ------------------ | ---- |
|        | 1      | Jackie Stewart     | 51   |
|        | 2      | Emerson Fittipaldi | 41   |
|        | 3      | François Cevert    | 39   |
|        | 4      | Ronnie Peterson    | 25   |
| 1      | 5      | Peter Revson       | 23   |
| Zdroj: |        |                    |      |

Pohár konstruktérů
|        | Pořadí | Konstruktér  | Body    |
| ------ | ------ | ------------ | ------- |
| 1      | 1      | Tyrrell-Ford | 62 (66) |
| 1      | 2      | Lotus-Ford   | 58 (62) |
|        | 3      | McLaren-Ford | 38      |
|        | 4      | Brabham-Ford | 12      |
|        | 5      | Ferrari      | 12      |
| Zdroj: |        |              |         |